# اشک روباه
اشک روباه (نام علمی: Coix) نام یک سرده از تیره گندمیان است.

## گونه‌ها
- Coix aquatica
- Coix gasteenii
- Coix lacryma-jobi
- Coix puellarum